# Gustave Le Bon
Gustave Le Bon (n. 7 mai 1841 Nogent-le-Rotrou, Franța -  d. 13 decembrie 1931  la Marnes-la-Coquette, Franța), a fost un sociolog francez. A scris numeroase lucrări în domenii foarte diverse, printre care tratate de medicină, studii asupra istoriei civilizației diferitor popoare, cercetări de psihologie socială, analize ale teoriilor fizice cu privire la natura materiei și a energiei, tratate de călărie și multe altele. Lucrarea sa cea mai cunoscută este "Psychologie des Foules" (1895) (Psihologia mulțimilor) care analizează problemele inconștientului colectiv și al comportării mulțimilor. Gustave Le Bon este considerat a fi creatorul disciplinei psihologiei sociale. 

## Biografie

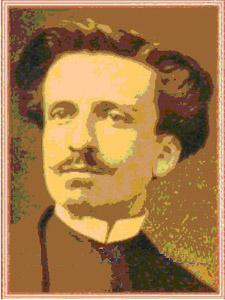
Gustave Le Bon în 1870

Născut la 7 mai 1841, Nogent-le-Rotrou, departamentul Eure-et-Loir (în prezent în regiunea Centre), Gustave Le Bon și-a făcut studiile liceale la Tours. În continuare s-a înscris la Facultatea de Medicină din Paris, obținând titlul de doctor în medicină în 1866. Unul din biografii săi recenți se îndoiește însă că ar fi absolvit  facultatea.
În perioada războiului franco-prusac din 1870-1871, Le Bon s-a înrolat în serviciul sanitar al armatei și, în noiembrie, a luat parte la bătălia de la Champigny pentru apărarea Parisului. În timpul asediului Parisului, Gustave Le Bon a comandat câteva brigăzi de evacuare a răniților, fiind distins pentru activitatea sa cu gradul de cavaler al Legiunii de Onoare. După terminarea asediului a avut loc insurecția Comunei din Paris. Execuțiile sumare, violurile, rechizițiile forțate, furturile și distrugerile provocate de insurgenți au generat aversiunea lui Le Bon împotriva mulțimilor și a violenței pe care a manifestat-o toată viața. 
În momentul în care situația a reintrat în normalitate, el a publicat un tratat de igienă practică a soldatului și a răniților, bazat pe experiența sa din timpul războiului. Ulterior a scris un tratat voluminos, cuprinzând peste 900 de pagini despre psihologia umană aplicată la igienă și la medicină. Lucrarea îl arată ca un discipol al lui Marie François Xavier Bichat, Claude Bernard și Paul Broca, militând pentru igienism și nutriționism. Cu toate că aceste lucrări au fost bine primite, Le Bon renunță progresiv la practicarea medicinei, preferând să se dedice cercetărilor. El începe să colaboreze la publicații științifice din Franța, în special în Revue philosophique, înființată în 1876 de Théodule Ribot și în Revue scientifique.
Începând din 1875, Gustave Le Bon întreprinde o serie de călătorii pentru a se documenta la fața locului asupra culturii diferitor popoare. El vizitează întâi mai multe țări europene: Belgia, Regatul Unit, Spania, Italia, Grecia. În 1879 ajunge la Moscova de unde pleacă în Galiția parcurgând zona Carpaților Păduroși și a munților Tatra pentru a studia formarea, evoluția, condițiile de viață și obiceiurile unor etnii care, datorită izolării geografice, s-au conservat relativ nealterate. Itinerarul său exact nu s-a păstrat, astfel încât nu există informații dacă această călătorie l-a dus și în Maramureș sau Bucovina de Nord. Din cauza lipsei de mijloace de transport, Le Bon a parcurs călare o parte însemnată a drumului său, experiența căpătată determinându-l, ulterior, să scrie un manual de călărie.  
În 1881, publică o lucrare monumentală în două volume, „Omul și societatea”, în care face o sinteză a dezvoltării omenirii din perioada preistorică până în zilele noastre. Primul volum este dedicat studiului dezvoltării fizice și umane a omului, pe când cel de al doilea se ocupă în special de dezvoltarea societății și de progresul civilizației. El caută să demonstreze că atât specia umană cât și societatea se perfecționează pe măsură ce trece timpul. Încrezător în destinul omenirii el afirma: Dacă există o epocă de aur, ea se află în viitor, nu în trecut. 

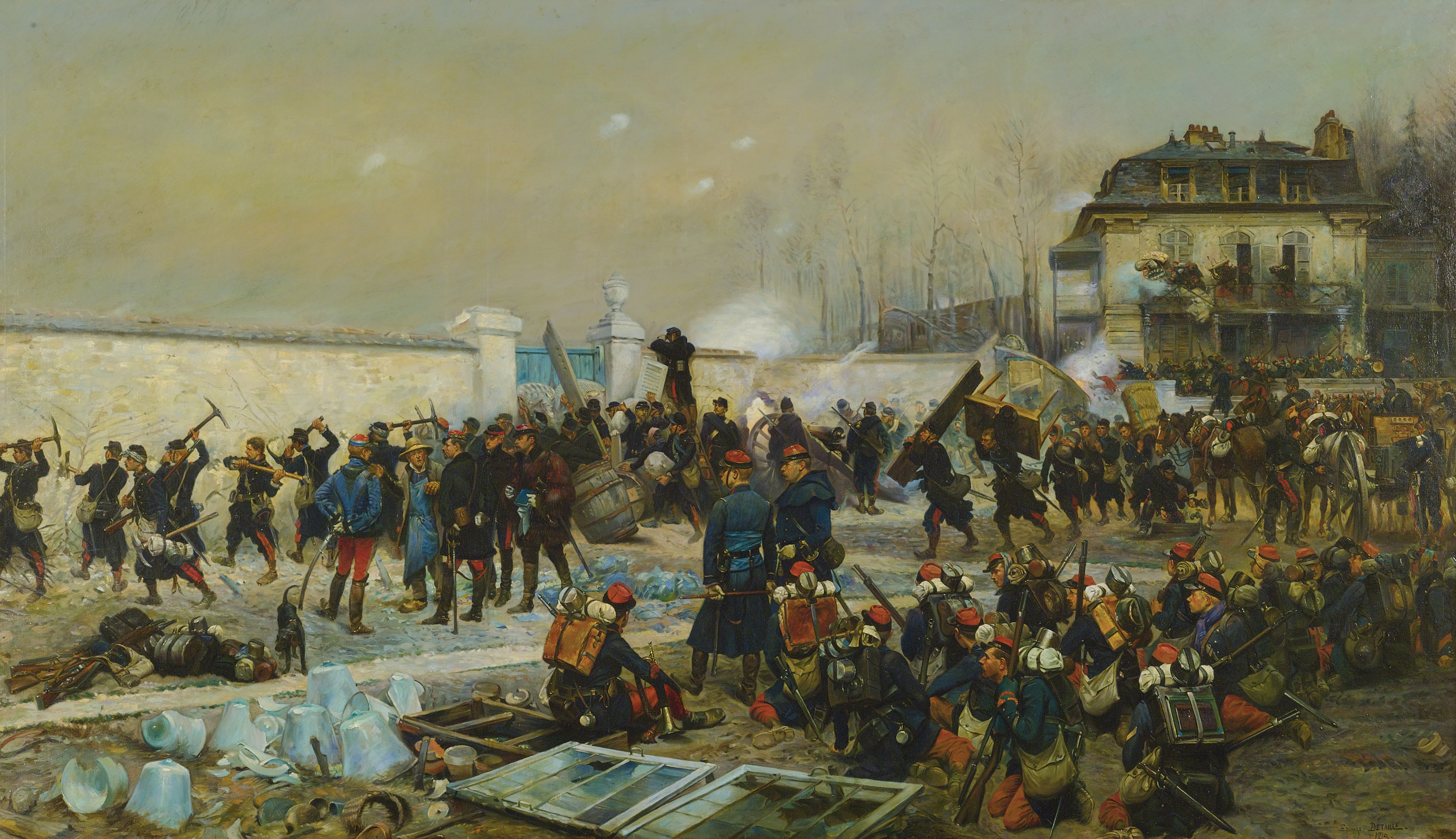
Bătălia de la Champigny la care a participat Gustave Le Bon
Pictură de Édouard Detaille

Le Bon considera această lucrare doar un început și era decis să scrie o serie de volume despre istoria marilor civilizații ale omenirii. Fascinat de civilizația arabă, între 1882 și 1884 efectuează călătorii în coloniile franceze din Africa de Nord: Maroc, Algeria și Tunisia. Le Bon își continuă periplul în diferite regiuni ale imperiului otoman: Egipt, Palestina, Liban, Siria, Anatolia, Mesopotamia. De la Bagdad, pornește mai departe până la Ispahan în Persia și la Samarkand în Imperiul Rus. Ca urmare a acestei călătorii, Le Bon publică în 1884 tratatul său despre "Civilizația Arabilor", cuprinzând numeroase ilustrații.
În 1884, Ministerul Învățământului Public din Franța îl însărcinează pe Le Bon să efectueze o călătorie pentru studierea artei, religiilor și arheologiei din subcontinentul indian. Gustave Le Bon parcurge toată India, întocmind un inventar detaliat al monumentelor arheologice, căutând să reconstituie istoria diferitor populații ale subcontinentului și încercând să găsească explicația dispariției budismului din India. În continuare, cu sprijinul vice-regelui Indiei, el reușește să obțină autorizația de a vizita Nepalul, care la acea vreme era una din țările cele mai greu accesibile de pe glob. Înarmat cu un aparat de fotografiat și un teodolit, Le Bon a efectuat relevee foarte detaliate ale templelor nepaleze. Multe dintre aceste monumente au fost distruse în 1934, din cauza unui cutremur. Deoarece dificultățile de a vizita Nepalul fuseseră menținute până după cel de al doilea război mondial, releveele lui Gustave Le Bon au fost singurele documente care arătau starea monumentelor înainte de distrugere și au fost de mare ajutor pentru lucrările de reabilitare a văii Kathmandu. După întoarcerea sa din călătorie, în intervalul 1887 - 1893 a publicat mai multe lucrări despre civilizația și monumentele din India și Nepal. 
Pe lângă activitatea publicistică, Gustave Le Bon participa la diferite întâlniri cu personalități ale vremii, împărtășindu-le impresii asupra călătoriilor efectuate. Astfel, la întoarcerea sa din India, l-a invitat pe Marie François Sadi-Carnot, la acea vreme ministru al lucrărilor publice, să-și aleagă una din statuetele din colecția cu care se întorsese. Când Carnot și-a indicat preferința, Le Bon l-a sfătuit să-și modifice alegerea, deoarece statueta era purtătoarea unui blestem, conform căruia posesorul statuetei urma să fie omorît în momentul în care va atinge apogeul carierei sale. Carnot nu a ținut seama de avertizarea primită, considerând că este o superstiție. La 24 iunie 1894, după ce fusese ales președinte al Republicii Franceze, Sadi Carnot a fost asasinat la Lyon, de către un anarhist italian.
Instalându-se în Franța, Gustave Le Bon s-a ocupat de cercetări proprii și a publicat numeroase lucrări. Pe lângă aceasta, Gustave Le Bon a fost directorul publicației „Revue Scientifique”, principala revistă științifică din Franța din acea vreme, și a lucrat la editura Flammarion unde, în 1902, a înființat colecția "Bibliothèque de Philosophie Scientifique" („Biblioteca de filosofie științifică”) pe care a condus-o până la sfârșitul vieții. Pe lângă lucrările proprii, a publicat, în această colecție, lucrări ale unor celebrități ale vremii, printre care Henri Poincaré, Lucien Poincaré, Félix Le Dantec, Henri Bergson, Gabriel Hanotaux, William James, Ernest Flammarion, Marie de Bonaparte, Maurice de Broglie, Cesare Lombroso, James Clerk Maxwell și alții.  
Lucrările lui Gustave Le Bon au acoperit domenii foarte deosebite printre care arheologia, sociologia, psihologia, fizica și multe altele. Pentru a ilustra acestă varietate se poate aminti că în 1889 a scris un tratat asupra tehnicilor de fotografiere în timpul călătoriilor, aducând la cunoștința publicului experiența câștigată în India și Nepal, într-o perioadă în care aparatele fotografice erau încă greu de transportat și de folosit în aer liber.. Mai târziu, în 1892, a publicat lucrarea "Călăria contemporană și principiile ei" în care analiza tehnicile de călărie, utilizând un aparat de fotografiat pentru descompunerea mișcărilor cailor. Studiului acestor mișcări i-a permis lui Le Bon să pună în evidență modalitățile de ameliorare a dresajului ecvestru. Timp de peste un secol, lucrarea a fost utilizată ca un manual de bază al școlilor de cavalerie din Franța. .. 
Din diversitatea domeniilor de care s-a preocupat, cel în care Gustave Le Bon a reușit să se impună în mod durabil este cel al psihologiei sociale. Cu toate că Émile Durkheim reușise să afirme sociologia ca disciplină universitară, îi revine lui Le Bon meritul de a fi creat disciplina psihologiei sociale. În perioada 1890 - 1910 a publicat numeroase lucrări în de psihologie socială și politică, care vor fi analizate în detaliu în partea finală a articolului.

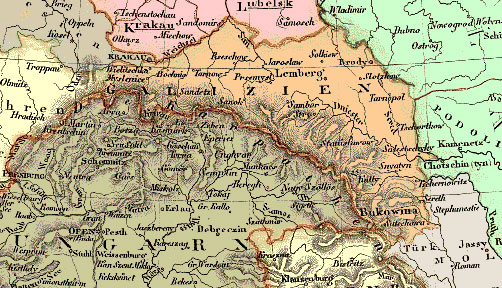
Galiția în secolul XIX (1836)
zonă vizitată de Gustave Le Bon în 1879

În 1893, cu colaborarea prietenilor săi Albert Dastre, membru al Academiei de Științe a Franței și Théodule Ribot, Gustave Le Bon a organizat la el acasă dineuri care aveau loc în ultima vineri a fiecărei luni. La aceste dineuri participau intelectuali din diferite domenii de activitate și se discutau problemele de actualitate. Ca urmare a succesului acestor reuniuni, Le Bon a trecut la organizarea "dejunurilor de miercuri", care au avut loc săptămânal, timp de aproape 30 de ani. Dintre participanți pot fi menționați Henri Poincaré, Raymond Poincaré, Émile Picard, Camille Flammarion, principele Roland Bonaparte, Camille Saint-Saëns, Henri Bonnal, Gabriel Bonvalot, Jules Héricourt, Gabriel Hanotaux, Félix le Dantec, Edmée de La Rochefoucauld, Paul Valéry, Henri Bergson și mulți alții..

Gustave Le Bon în 1893, călărind pentru studiul mișcărilor în timpul călăriei

În perioada 1900 - 1910 Gustave Le Bon și-a lărgit sfera de preocupări, publicând o succesiune de lucrări din domeniul fizicii, ocupându-se de natura materie și de legătura dintre materie și energie, care vor fi și ele discutate în partea finală a articolului. 
În 1914, la vârsta de 73 de ani, activitatea lui Gustave Le Bon intră într-o ultimă fază, marcată printr-o justificare a credințelor religioase cu ajutorul științei.. Cu toată vârsta sa înaintată, lucrările scrise după primul război mondial dovedesc o clarviziune remarcabilă. Astfel, imediat după sfârșitul războiului el prevede izbucnirea celui de al doilea război mondial, instaurarea dictaturilor din Europa, conflictele din Orient, din America Latină și din Irlanda, răspândirea socialismului și reînvierea Islamului, dând dovadă de o luciditate pe care puțini contemporani au avut-o . 
Gustave Le Bon s-a stins din viață la 14 decembrie 1931, în vârstă de 90 ani. Fiindu-i teamă să nu fie îngropat de viu el o rugase pe Marie Bonaparte și pe câțiva alți prieteni să îi facă după moarte o injecție letală. Serviciul funerar a fost celebrat la biserica La Madeleine din Paris în prezența unei asistențe numeroase din care făceau parte principele George al Greciei (viitorul rege George al II-lea) cu soția sa, principesa Elisabeta de România, principele Sixt de Bourbon-Parma (unchiul reginei Ana a României), Aristide Briand (fost președinte al consiliului de miniștri al Franței, la acea dată Ministru al Afacerilor Străine), colonelul Hyppolite Sadi Carnot, (fiul fostului președinte al Franței) și multe alte notabilități. O companie călare a Gărzii Republicane i-a acordat onoruri militare.

## Opera

### Psihologia mulțimilor
Gustave Le Bon este primul om de știință care s-a ocupat de studiul mulțimilor și al comportamentului lor. Înaintea sa, subiectul fusese abordat doar de Gabriel Tarde, în cadrul studiilor sale de antropologie criminală (studiile de psihologie socială ale lui Tarde au fost publicate după lucrarea lui Le Bon) și Scipio Sighele care se concentrase asupra tendințelor de violență criminală ale mulțimilor. 
„Psihologia mulțimilor” a fost publicată în 1895. Editorul ei, Félix Alcan publicase anterior lucrări ale unor sociologi iluștri ca Henri Bergson și Émile Durkheim. Le Bon se ocupă de comportamentul grupurilor pe care le numește „mulțimi psihologice”. El arată că în anumite circumstanțe date, și numai în aceste circumstanțe, o aglomerare de oameni ajunge să posede caracteristici noi, complet diferite de cele ale fiecărui individ care o compune. Elementul specific mulțimilor psihologice este că au un fel de suflet colectiv, fără îndoială având un caracter tranzitoriu, dar prezentând caractere foarte nete. Acest suflet îi face pe indivizii care compun mulțimea să simtă, să gândească și să acționeze în mod cu totul diferit de cel în care ar simți, gândi sau acționa în mod independent. Colectivitatea devine astfel o mulțime psihologică sau o mulțime organizată, care formează o singură ființă și se supune legii unității mentale a mulțimilor. 
Există anumite idei și sentimente care nu apar și nu se transformă în acțiuni decât în cadrul unei mulțimi. Mulțimea psihologică este o ființă provizorie, compusă din elemente eterogene, sudate la un anumit moment dat. O mulțime psihologică se constituie în urma unui șoc psihic, elementele care duc la formarea mulțimii fiind:
- sentimentul de putere, datorit numărului mare de indivizi care formează mulțimea, amplificat prin dispariția sentimentului de răspundere personală individuală, ca urmare a anonimatului mulțimii;

- contagiunea mentală, care determină pe fiecare individ în parte să-i imite pe ceilalți, chiar dacă această comportare a sa este evident împotriva propriului interes;

- sugestia care este de natură hipnotică, sentimentele și gândurile fiind orientate în sensul determinat de hipnotizator.

Le Bon enunță următoarele teze:
- Mulțimile, contrar indivizilor care le compun, nu au capacitatea unei judecăți critice. Individul din cadrul unei mulțimi nu mai este el însuși, ci un automat pe care propria sa voință nu-l mai poate dirija. În momentul în care face parte dintr-o mulțime, un individ, chiar dacă este o persoană foarte cultivată, își pierde capacitatea de a judeca critic și se comportă în mod afectiv, având chiar manifestări primitive și barbare. În consecință, judecățile morale ale unei mase sunt independente de originea sau intelectul indivizilor care le compun.

- Mulțimile nu sunt capabile să resimtă decât sentimente simple și extreme. Opiniile, ideile și credințele care le sunt sugerate sunt acceptate sau respinse în bloc și considerate ca adevăruri sau erori absolute. Le Bon consideră că această caracteristică este specifică tuturor convingerilor care sunt generate prin sugestie (de exemplu, convingerile de natură religioasă) și nu pe baza unui raționament.

- Mulțimile psihologice sunt credule, sunt capabile să accepte afirmațiile cele mai neverosimile; de aceea, ele pot fi manipulate acționându-se asupra imaginației lor. Ca urmare a credulității lor, mulțimile sunt ușor excitabile și nu pot fi convinse prin argumente;

- Mulțimile sunt capabile de a acționa împotriva interesului unora sau tuturor indivizilor care o compun;

- Mulțimile își schimbă foarte încet convingerile de bază;

- Mulțimile sunt capabile de asasinate, de incendii și de multe alte crime. În același timp, mulțimile sunt capabile de acte de sacrificiu și de o dezinteresare mult mai ridicate decât cele de care este capabil un individ izolat.

Gustave Le Bon își bazează aceste constatări pe numeroase exemple istorice, în mod particular pe Revoluția franceză.
Dacă Le Bon arată care este puterea maselor, el nu este un admirator al mișcărilor de masă. În această privință modul său de gândire nu diferă de cel al lui Alexis de Tocqueville care percepe mulțimile ca o adunare de individualități diverse care se transformă în mulțime printr-o omogeneitate anterioară, anume cea produsă prin democratizare.. 
Lucrarea lui Le Bon despre Psihologia maselor a fost publicată în numeroase ediții și tradusă în majoritatea limbilor de mare circulație, nu numai în perioada în care a trăit ci și recent, în ediții critice. 

Coperta ediției originale din 1895 al cărții lui Gustave Le Bon - Psihologia Mulțimilor

### Manipularea mulțimilor
Din moment ce mulțimile sunt ușor impresionabile, există posibilitatea ca masele să fie manipulate și dirijate într-o direcție dorită de către un conducător. După Le Bon, imaginile susceptibile de a impresiona mulțimile sunt cele simple și puternice, lipsite de orice interpretare suplimentară. Este important să se prezinte faptele în ansamblu, fără indicarea genezei lor. Se poate acționa asupra indivizilor din cadrul unei mulțimi, invocând concepte cum sunt gloria, onoarea, religia sau patria. Deoarece mulțimile nu sunt impresionate decât de sentimente excesive, oratorul care intenționează să atragă mulțimile trebuie să utilizeze afirmații violente, să-și repete afirmațiile și să-și pună în joc prestigiul personal. 
Cunoașterea artei de a impresiona imaginația mulțimilor reprezintă cunoașterea artei de a le guverna 
Deși scoate în evidență metodele prin care candidații în alegeri pot manipula „mulțimile electorale”, Le Bon nu se opune sufragiului universal. Lucrările sale au scopul explicit de a scoate în evidență aceste metode de influențare a mulțimilor, în speranța că aceasta va duce la o rezistență față de încercările de manipulare.

### Studii antropologice
Le Bon arată că istoria unui popor nu depinde de instituțiile sale, ci de caracterul său, adică de rasa sa. Deși aceste afirmații au determinat pe unii dintre analiștii lucrărilor sale să-l considere rasist, trebuie avut în vedere că, la sfârșitul secolului al XIX-lea, problema raselor era privită cu totul diferit de modul în care a ajuns să fie dezvoltată în secolul următor. Pentru Le Bon, rasa nu este în niciun fel legată de etnie, ci este caracterizată printr-o cultură și prin tradiții comune. Istoria unui popor este produsul caracterului său național, emoțiile și nu inteligența fiind forța dominantă în evoluția socială. De aceea, popoarele nu au libertatea de a-și alege în mod arbitrar instituțiile lor, acestea trebuind să fie în concordanță cu evoluția lor istorică.
El mai afirmă că atunci când popoare având fie aceeași origine, fie origini diferite, au fost supuse timp de mai multe secole acelorași credințe, instituții și legi, acele popoare constituie o „rasă istorică”. Această rasă ajunge să aibă din punct de vedere moral, politic și din alte puncte de vedere o serie de idei și de sentimente comune atât de bine înrădăcinate în sufletul lor, încât ele sunt acceptate fără discuție. Le Bon se opune teoriilor germane ale unei rase pure bazate pe criterii etnice.
Lucrările lui Le Bon, bazate pe realitățile vremii, se mulțumesc în general să constate și nu să prescrie soluții. Totuși afirmarea caracterului specific al diferitor popoare este în primul rând destinată combaterii teoriilor coloniale ale vremurilor respective, care considerau organizarea statală din Europa superioară celeia din restul lumii și, ca atare, încercau să impună soluțiile administrative ale Europei occidentale diferitor popoare din colonii, fără a ține seama de tradițiile locale.  

Gustave Le Bon în 1914

### Psihologia politică
Adoptând o viziune specifică darwinismului social, Gustave Le Bon consideră că, atât în natură cât și în societate, evoluția este rezultatul unui proces de selecție în care apare un conflict atât între specii cât și între indivizii aceleiași specii. În urma acestei lupte pentru existență ajung să supraviețuiască numai speciile și indivizii cei mai puternici. În mod specific, Le Bon se află în conflict cu socialismul, considerând că lupta de clasă nu este o descoperire a lui Karl Marx ci o pură banalitate, deoarece nu este altceva decât o manifestare a luptei pentru existență care există din totdeauna. În plus el consideră că viziunea lui Marx, conform căreia în societatea socialistă lupta de clasă dispare ca efect al dispariției claselor antagoniste este o aberație. Le Bon arată că toate teoriile sociale care au avut pretenția de a construi o societate în care să domine înțelegerea, dreptatea și egalitatea au fost, în practică, un eșec. De aceea, el își exprimă teama că odată ajuns la putere, un regim socialist nu va avea altă soluție decât să instaureze un regim polițienesc, ale cărui metode ar fi cele specifice oricărui regim totalitar. Cu doar două decenii mai târziu, revoluția rusă a confirmat această viziune și a arătat că, cel puțin sub forma sa leninistă, socialismul elimină libertatea individuală, înăbușe inițiativa personală și se transformă într-un instrument de opresiune colectivă. Aceste păreri ar putea explica faptul că principalele critici ale lui Gustave Le Bon au venit din partea unor cercetători care aveau vederi socialiste. 
Se poate constata o anumită asemănare între ideile lui Le Bon și cele expuse de sociologul german Max Weber, care combătea și el ideile materialiste ale lui Marx arătând că marile schimbări ale civilizației sunt o consecință a schimbărilor care intervin în modul de a gândi al popoarelor 
Le Bon susține că evoluția istorică nu se datorează rațiunii umane ci unor factori psihologici. 
Să lăsăm rațiunea să fie obiectul de studiu al filosofilor, dar să nu-i cerem să intervină în guvernarea oamenilor. Sentimente cum sunt onoarea, abnegația, credința religioasă, năzuința spre glorie, dragostea de patrie care au fost motorul dezvoltării marilor civilizații nu se datorează rațiunii, ci foarte adeseori apar împotriva rațiunii... Era neverosimil ca un dulgher din Galileea să devină și să rămână timp de două mii de ani un Dumnezeu atotputernic, în numele căruia au fost create cele mai importante civilizații. Era neverosimil ca niște grupuri de arabi să pornească din deșert și să cucerească cea mai mare parte a vechii lumi greco-romane, înființând un imperiu mai mare decât cel al lui Alexandru. Era de asemenea neverosimil ca într-o Europă foarte bătrână și foarte ierarhizată, un simplu locotenent de artilerie, numit Buonaparte, să reușească să domnească peste o multitudine de popoare și de regi.
El definește viața unui popor ca evolutiv în urmărirea unui vis, a unui ideal, urmată de o fază de declin și apoi de dispariție a poporului respectiv, în momentul în care visul și-a pierdut forța de atracție. 
Gustave Le Bon critică regimul parlamentar al țărilor democratice din Europa occidentală, dar, cu toate deficiențele pe care le constată, el susține sistemul parlamentar, pe care îl consideră preferabil altor sisteme. După Le Bon sistemul parlamentar sintetizează idealul tuturor popoarelor civilizate moderne, deși se bazează pe principiul, general acceptat dar incorect din punct de vedere psihologic, că mai mulți oameni la un loc au o capacitate mai mare de a lua o decizii înțelepte și independente.
 Cu toate dificultățile întâmpinate în funcționarea lor, adunările parlamentare reprezintă cea mai bună metodă pe care popoarele au găsit-o până în prezent pentru a se guverna și, în special, pentru a se sustrage cât mai mult posibil de sub jugul tiraniilor personale.
Soluția pe care o recomandă pentru îmbunătățirea activității parlamentare este cea de a forma în parlamente majorități puternice grupate în jurul unui om de stat capabil de a dirija această majoritate în mod eficient. După Le Bon o guvernare eficientă nu poate avea loc cu majorități întâmplătoare care se formează și apoi dispar la intervale scurte de timp.

### Studiile asupra materiei
Fiind cunoscut în special pentru studiile sale din domeniul sociologiei și psihologiei, multe din studiile recente despre Gustave Le Bon nu menționează contribuțiile sale la dezbaterile care aveau loc la începutul secolului al XX-lea în domeniul fizicii, referitoare la natura materiei și a energiei. Încă din 1896 Le Bon susținuse că descoperise o nouă formă de radiație pe care a numit-o „lumină neagră”. Ulterior s-a constatat că această radiație nu exista. Cu câțiva ani mai târziu, în 1905, el publică lucrarea „Evoluția materiei”, care, s-a bucurat de o mare popularitate în Franța și a fost republicată în numeroase ediții. În anii următori și-a continuat cercetările, publicând diferite alte volume sau articole în domeniul fizicii.
Le Bon susține că materia este într-un proces continuu de transformare și de dezintegrare. Atomul este un rezervor imens de energie pe care o eliberează în timp. Pentru a stabili echivalența dintre masă și energie, Gustave Le Bon face un calcul simplu. Bazându-se pe constatarea că particulele emise de corpurile radioactive au o viteză foarte mare și considerând că această viteză este, în medie, egală cu o fracțiune k din viteza luminii c (Le Bon admite o valoare k=1/3), el ajunge la concluzia că, prin dezagregarea ei totală, o substanță radioactivă având masa m degajează o cantitate de energie egală cel puțin cu k² m c²/2. Prin această formulă Le Bon găsește o explicație a căldurii continue emise de soare.
Ulterior el a susținut că materia se transformă în mod continuu într-un „eter luminos”, teorie care de asemenea s-a dovedit falsă. În alte lucrări el discută posibilitatea ca gravitația să se propage prin unde sferice. Deși în prezent biografii săi apreciază că Gustave Le Bon nu avea cunoștințele necesare în domeniul fizicii pentru a aborda asemenea subiecte, lucrările sale erau apreciate de contemporanii săi. Astfel unele din teoriile sale erau acceptate de Henri Poincaré, deși acesta era de părere că, de multe ori, formularea lor nu era suficient de riguroasă. Lucrările lui Le Bon au fost apreciate pozitiv de „Royal Society”, forul științific cel mai înalt din Regatul Unit. Pentru meritele sale științifice a fost numit membru al „Academiei de științe a Belgiei” („Académie royale des sciences, des lettres et des beaux-arts de Belgique”). S-a păstrat corespondența lui Le Bon în care încearcă să-l convingă pe Albert Einstein că l-a precedat în lucrările sale despre radioactivitate și despre transformarea materiei în energie.

Coperta ediției originale din 1918 a volumului lui Gustave Le Bon -Hier et Demain

## Influența operei lui Gustave Le Bon
Studii despre activitatea lui Le Bon au apărut încă din timpul vieții sale, fiind de remarcat în această privință lucrările publicate de Edmond Picard , baronul Montono  și Albert Delatour .
Mișcările de masă care au avut loc la sfârșitul primului război mondial au general un nou interes pentru teoriile lui Le Bon. Astfel, în 1919 Wilhelm Schallenberg publică în Germania un studiu asupra părerilor lui Le Bon  Cu doi ani mai târziu Sigmund Freud publica volumul său despre psihologia maselor care se bazează în mod explicit pe teoriile lui Le Bon pe care le analizează în mod critic. Tot în aceeași perioadă William Trotter a publicat o serie de lucrări despre „spiritul de turmă” în timp de pace și de război, bazate de asemenea pe lucrările lui Le Bon, aducându-le la cunoștința marelui public în țările de limbă engleză. Edward Bernays, un nepot al lui Sigmund Freud, a fost și el influențat de Le Bon și de Trotter. În lucrarea sa „Propaganda” el arăta că manipularea mentalității maselor prin mass-media și reclame este o caracteristică importantă a democrației.. Bernard Dantier relevă analogia între viziunea lui Le Bon despre mulțimi și cea a sociologului englez Basil Bernstein  care arată că indivizii se supun mai degrabă presiunii unui grup sau a reprezentantului unui grup decât gândirii sau sentimentelor proprii 
În Statele Unite, teoriile lui Le Bon în domeniul psihologiei maselor au fost reluate de sociologii Hadley Cantril și Herbert Blumer.
Deși lucrarea „Psihologia maselor” nu a fost în niciun fel un manual pentru dictatori, având mai degrabă scopul de a-i alarma pe susținătorii principiilor democrației despre un pericol iminent, unii cercetători au încercat să demonstreze că dictatorii secolului al XX-lea printre care Lenin, Stalin, Mussolini, Hitler sau Mao Zedong s-au inspirat din această lucrare. Nu s-a produs însă niciodată vreo dovadă că vreunul dintre dictatorii citați ar fi consultat lucrarea lui Le Bon. S-a căutat să se facă o analogie între ideile exprimate de Hitler în „Mein Kampf” și cele ale lui Le Bon.  Deși o traducere a lucrării lui Le Bon fusese publicată în Germania în 1908, ideile psihologiei maselor fuseseră reanalizate în Germania postbelică de către Freud înainte de publicarea volumului „Mein Kampf”, iar până în prezent niciun cercetător nu a susținut că Hitler ar fi fost inspirat de Freud.
Idei similare au fost susținute de Zeev Sternhell, care a încercat să demonstreze că rădăcinile fascismului pot fi găsite în lucrările gânditorilor francezi din secolul al XIX-lea.  Teoria a fost combătută, în special de către cercetătorii francezi. Bertrand de Jouvenel i-a intentat un proces, în urma căruia Sternhell a fost condamnat pentru defăimare. Benoit Marpeau face o analiza detaliată a lucrărilor lui Le Bon și arată că afirmația istoricului Zeev Sternhell  care vede în Le Bon un precursor al fascismului este cu totul eronată.
După 1975, opera lui Le Bon a generat un nou interes și o serie de cercetători s-au ocupat de opera sa, reconsiderând aprecierile generațiilor anterioare. Catherine Rouvier, conferențiar al Universității din Paris a publicat un studiu asupra ideilor politice ale lui Gustave Le Bon, care a obținut premiul Fabien al Academiei Franceze 
Studiile despre Le Bon scot în evidență o mare varietate de păreri, unele extrem de admirative, alte excesiv de critice. Georges Clemenceau îl caracterizase pe Gustave Le Bon, încă din perioada în care mai era în viață, drept "marele desțelenitor de idei". Această apreciere scoate în evidență pe de o parte profuziunea de idei expuse de Le Bon în lucrările sale cât și o aparentă incapacitate de a le dezvolta la întregul lor potențial din cauza altor idei pe care le avea. Fraza lui Clemenceau sintetizează, în bună măsură și ideile prezente despre Le Bon.  
O parte dintre analiști scot în evidență caracterul enciclopedic al culturii sale, varietatea preocupărilor și abundența operelor sale. Raymond Queneau privea cu o admirație deosebită această multilateralitate a lui Le Bon: 
Chimist, fizician, medic, sociolog, psiholog, filozof, arheolog, experimentator, artist, călător - care este personalitatea care poate fi comparată cu Gustave Le Bon? Trebuie să mergem până la Leibniz, până la Leonardo da Vinci, pentru a găsi o asemenea universalitate, o asemenea genialitate.! 
Admiratorii săi arată consideră că Le Bon face parte de grupul de gânditori iconoclaști și elitiști, care, de la Friedrich Nietzsche la Emil Cioran, au încercat să arate nihilismul și iraționalitatea dogmelor epocii în care au trăit. Încă din primele sale lucrări, Le Bon a avertizat occidentul despre pericolele unei suprapopulări, a criticat ravagiile colonizării, cerând respectarea tradițiilor și culturilor indigene, susținea necesitatea unui control al fluxurilor de migrare a populațiilor și, în special, se opunea extremismului ideologic care, cu câțiva ani mai târziu, avea să ducă la instaurarea regimurilor totalitare. Pentru Le Bon, istoria omenirii se confundă cu istoria iluziilor (credințe, ideologii, mesianisme, utopii etc.). Lucrările sale constituie rechizitorii implacabile împotriva modernității în care el vede dominarea maselor, a demagogiei, a uniformizării, a incompetenței politice, a etatismului și a indolenței. Tocmai aceste critici au atras cele mai virulente atacuri împotriva sa 
Psihologul Serge Moscovici se ocupă de precursorii psihologiei sociale: Gustave Le Bon, Gabriel Tarde și Sigmund Freud în lucrarea sa "L'age des foules" ("Epoca mulțimilor"), publicată cu ocazia comemorării a 50 de ani de la moartea lui Le Bon. Moscovici subliniază că Le Bon este primul om de știință care și-a dat seama de importanța rolului maselor în procesele istorice și care a schițat tipologia maselor.,
Dintre scriitorii cu păreri mai critice, este de menționat Edmomd Dantier, care face o analiză nuanțată a scrierilor lui Le Bon. El arată că defectul cel mai vizibil al acestor scrieri derivă din tendința lui Le Bon să exprime prea mult propria personalitate și interesele proprii. Fiind de formație medic, burghez, făcând parte din elita intelectuală și economică a Franței, el are tendința de a apăra avantajele clasei sale sociale împotriva „mulțimilor populare” la care se referă cu un amestec de dispreț și de teamă. Adeseori el își prezintă tezele sociologice fără a face în prealabil ipoteze care să fie verificate prin fapte, care să poată fi validate prin observații statistice. Dantier susține că este cu totul neglijată formalizarea cercetărilor prin definirea variabilelor independente (tipurile de mulțimi, efectivele lor numerice, componentele lor demografice cum ar fi procentele diferitelor sexe și grupe de vârstă, procentele de indivizi din diferite categorii socioprofesionale) și de variabilele dependente Această critică aplică metodele utilizate în prezent la studii efectuate cu peste un secol mai devreme, când aceste tehnici nu erau utilizate încă în sociologie.
Alți biografi ai săi scot în evidență slăbiciunea argumentelor științifice în multe din lucrările sale. Astfel, Benoit Marpeau consideră că viziunea sa idealistă despre știință dovedește că avea cunoștințe științifice medii, specifice claselor mijlocii din care făcea parte. Această critică este totuși prea severă. Gustave Le Bon este un reprezentant al filosofiei pozitiviste și al ideologiei liberalismului conservator caracteristice perioadei de la sfârșitul secolului al XIX-lea. El era bine cotat în vremea în care a trăit și publicațiile sale s-au bucurat de un succes important.
Indiferent de punctul de vedere însă, există un consens că multe din lucrările lui Gustave Le Bon mai prezintă interes și în prezent, fapt dovedit de retipărirea lor în ultimele două decenii.

## Aforisme ale lui Gustave Le Bon
- Voințele slabe se traduc într-un discurs; voințele puternice se traduc prin fapte" [56]

- Un adevăr prea clar încetează în scurt timp să mai fie un adevăr fecund [57]

- Setea de egalitate nu este, adesea, decât o formă mărturisibilă a dorinței de a avea inferiori și nu superiori[57]

- La mulți oameni, cuvântul precede gândirea. Ei știu la ce se gândesc abia după ce au auzit ceea ce au spus [57]

- Cine urmărește laudă se îndoiește de propria sa valoare[58]

## Lucrări publicate: (listă selectivă)
- De la mort apparente et des inhumations prématurées" - Paris, 1866
- Hygiène pratique du soldat et des blessés - Paris, 1872
- La Vie, Physiologie humaine appliquée à l'hygiène et à la médecine - Paris, 1874
- La Fumée du tabac - Paris, 1876
- Recherches anatomiques et mathématiques sur les variations de volume du cerveau et sur leurs relations avec l'intelligence - Paris, 1879
- L'Homme et les sociétés
  - Première partie: L'homme. Développement physique et intellectuel - Paris, J. Rotschild, 1881
  - Deuxième partie: Les sociétés. Leurs origines et leur développement - Paris, J. Rotschild, Éditeur, 1881.
- Voyage au mont Tatras - Paris, 1882
- La civilisation des Arabes - Paris, 1884
- Voyage au Népal - Paris, 1886
- Les Civilisations de l'Inde - Paris, 1887
- La Méthode graphique et les appareils enregistreurs - Paris, 1888
- Les Levers photographiques et la photographie en voyage - Paris, 1889.
- Les Premières civilisations de l'Orient - Paris, 1889
- L'équitation actuelle et ses principes - Paris, 1892
- *Les Monuments de l'Inde - Paris, 1893
- Lois psychologiques de l'évolution des peuples - Paris, Félix Alcan (Bibliothèque de philosophie contemporaine), 1894
- Psychologie des foules - Paris, Félix Alcan (Bibliothèque de philosophie contemporaine), 1895
- Psychologie du socialisme - Paris, 1898
- Psychologie de l'éducation  -  Paris, Ernest Flammarion, 1902,
- La dématérialisation de la matière - Revue scientifique, 1904
- La matérialisation de l'énergie - Revue scientifique, 1904
- L'évolution de la matière - Paris, Ernest Flammarion, 1905
- L'évolution des forces - Paris, Ernest Flammarion, 1907
- La naissance et l'évanouissement de la Matière - Mercure de France, 1908.
- La psychologie politique et la défense sociale - Paris, 1910
- Les opinions et les croyances - Paris, 1911
- Aphorismes du temps présent - Paris, 1913
- La vie des vérités - Paris, 1914
- Premières conséquences de la guerre - Paris, Ernest Flammarion (Collection: Bibliothèque de philosophie scientifique), 1916
- Enseignements psychologiques de la guerre européenne - Paris, Ernest Flammarion (Collection: Bibliothèque de philosophie scientifique) 1916
- La Révolution française et la psychologie des Révolutions - Paris, Ernest Flammarion, 1916
- Hier et demain. Pensées brèves (1918) - Paris, Ernest Flammarion, 1918
- Psychologie des temps nouveaux - Paris, Ernest Flammarion, (Collection: Bibliothèque de philosophie scientifique), 1920
- Les incertitudes de l'heure présente - Paris, Ernest Flammarion, 1923
- Le déséquilibre du monde - Paris, Ernest Flammarion (Collection: Bibliothèque de philosophie scientifique), 1924
- L'évolution actuelle du monde, illusions et réalités - Paris, 1927
- Bases scientifiques d'une philosophie de l'histoire - Paris, Ernest Flammarion (Collection: Bibliothèque de philosophie scientifique), 1931